# Roberto Arioldi
Roberto Antonio Arioldi (Monza, 29 novembre 1955) è un cavaliere italiano.

## Biografia
Nato a Monza nel 1955, nel 1997 ha vinto l'argento nel salto ostacoli a squadre ai Giochi del Mediterraneo di Bari, insieme ad Arnaldo Bologni, Emanuele Castellini e Natale Chiaudani.
A 48 anni ha partecipato ai Giochi olimpici di Atene 2004, nelle gare di salto ostacoli individuale e a squadre, in sella a Dime de La Cour. Nell'individuale ha concluso il turno di qualificazione al 56º posto, con 48 penalità, non riuscendo ad accedere al turno finale, mentre nella gara a squadre ha terminato 7°, con 44 penalità, insieme a Bruno e Vincenzo Chimirri e Juan Carlos García. È stato l'atleta più anziano della spedizione azzurra alle Olimpiadi greche.
L'anno successivo ha vinto due ori ai Giochi del Mediterraneo di Almería, in Spagna, nel salto ostacoli individuale e a squadre, insieme a Natale Chiaudani, Giovanni Magaton e Filippo Moyersoen.
È stato 6 volte campione italiano: nel 1987 con Rosa, dal 1999 al 2001 con Paprika della Loggia, nel 2002 con Dime de La Cour e nel 2010 con Utile.
È commissario tecnico della nazionale italiana di salto ostacoli, ma continua a gareggiare.

## Palmarès

### Giochi del Mediterraneo
- 3 medaglie:
  - 2 ori (Salto ostacoli individuale ad Almería 2005, salto ostacoli a squadre ad Almería 2005)
  - 1 argento (Salto ostacoli a squadre a Bari 1997)